# Гондокоро
Гондокоро (колишня Ісмаїлія (Ismailïa)) — був торгівленьою станцією на східному березі Білого Нілу в штаті Центральна Екваторія, Південний Судан за 10 км на північний схід від Джуби. Стратегічне значення порту полягало в тому, що це була крайня точка судоходної частини Нілу. Після Гондокоро вантажі перевозилися по суші.

## Історія
У 1852 році австрійський католицький місіонер Ігнатій Кноблечер створив місію у Гондокоро . У 1859 році місію було покинуто.